# 女流鶴聖戦
女流鶴聖戦（じょりゅうかくせいせん）は、囲碁の女流棋士による棋戦。鶴聖戦とともに1979年創設、2002年まで行われた。1985年まではTBSでテレビ放映された。2003年からに鶴聖戦とともにリニューアルされ、テレビ東京のスーパー早碁内で放映されるJAL女流早碁となった。
- 主催 日本航空、(16-23期)東京海上火災

## 対局規定
- 出場者は日本棋院と関西棋院の16名。
- トーナメント戦で行う。第1期は決勝三番勝負、2期以降は一番勝負。
- 持時間は、2回戦までは各60分、準決勝からは各10分。秒読み30秒。
- コミは5目半。

## 優勝者と決勝戦
（左が優勝者）
1. 1979年 伊藤友恵 2-1 楠光子
2. 1980年 鈴木津奈 - 杉内寿子
3. 1981年 小林禮子 - 楠光子
4. 1982年 小林禮子 - 楠光子
5. 1983年 杉内寿子 - 本田幸子
6. 1984年 楠光子 - 本田幸子
7. 1985年 楠光子 - 芦田磯子
8. 1986年 杉内寿子 - 小林禮子
9. 1987年 小川誠子 - 杉内寿子
10. 1988年 宮崎志摩子 - 小川誠子
11. 1989年 小林千寿 - 小川誠子
12. 1990年 榊原史子 - 杉内寿子
13. 1991年 青木喜久代 - 宮崎志摩子
14. 1992年 青木喜久代 - 吉田美香
15. 1993年 小林千寿 - 吉田美香
16. 1994年 青木喜久代 - 楠光子
17. 1995年 中澤彩子 - 小林千寿
18. 1996年 中澤彩子 - 小林泉美
19. 1997年 小林千寿 - 小西和子
20. 1998年 吉田美香 - 楠光子
21. 1999年 大沢奈留美 - 小林泉美
22. 2000年 青木喜久代 - 大沢奈留美
23. 2001年 加藤朋子 - 小林泉美
24. 2002年 大沢奈留美 - 梅沢由香里